# Ius civile
Das ius civile war im römischen Recht die Gesamtheit allen Privatrechts unter Einbezug des Prozess- und Strafrechts. Es galt bis zum Inkrafttreten der Constitutio Antoniniana im Jahr 212 n. Chr. unter Kaiser Caracalla mit wenigen Ausnahmen ausschließlich für römische Bürger.

## Begriff
Der Begriff ius civile leitet sich aus civis (Bürger) beziehungsweise civitas (Bürgerschaft) ab. Er bezeichnet das umfassende römische Heimrecht (ius proprium Romanorum), aus dem die jurisdiktionelle Eigenständigkeit hergeleitet wird. Javolen formulierte diese Selbstbestimmung als Mahnung in einen methodischen Grundsatz: omnis definitio in iue civili periculosa est, denn jede Definition im Privatrecht erschien ihm über die Funktion als bloßes Hilfsmittel hinaus, gefährlich zu sein. Begrifflich erfasst ist genau das Privatrecht, für das synonym bei den Formal- und Eigentumsgeschäften auch der Begriff ius Quiritium verwendet wird. Die älteste Aufzählung der einzelnen Komponenten des ius civile lieferte Cicero in seinem Werk Topica, ähnlich setzte sich die Normenkette bei Pomponius in seinem Enchiridion zusammen.
Im Sinne von Cicero und Pomponius setzte sich ius civile aus verschiedenen Rechtsstrukturen und Beteiligten zusammen und war der Sammelbegriff für die mores, also hergebrachtes Gewohnheitsrecht der altzivilen Rechtsordnung, eingeschlossen das Zwölftafelgesetz. Ausgelegt wurde es im altzivilen und lange im vorklassischen Recht ausschließlich von den Pontifices (interpretatio iuris). Übernommen wurde die Befugnis zur Interpretation der Rechtsregeln später von den Juristen der Zeit des Prinzipats (interpretatio prudentium) die die gemeinwohlförderlichen Aspekte der utilitas und aequitas betonten. Um besonders im vorklassischen Recht der Republik neue Regeln des ius civile einzuführen, wurden Volksgesetze (leges) verabschiedet, denen folgend Plebiszite, mithin Beschlüsse des concilium plebis, einer Versammlung der Plebejer, Angehörige des einfachen Volkes.
In der frühen Kaiserzeit wurden viele Regeln durch Senatsbeschlüsse eingeführt. Eine besondere Bedeutung kam den Autoritäten des klassischen Juristenrechts zu. Einige vom Kaiser ausgewählte Juristen wurden von ihm dazu legitimiert, das ius respondendi auszuüben. Diese Juristen durften Rechtsanfragen aus der Mitte der Gesellschaft rechtsverbindlich begutachten (sogenannte responsa und digesta) und entscheiden. Responsa ergingen nicht mehr mündlich wie in Zeiten der Republik, sondern wurden schriftlich ausgefertigt. Die Argumentation für die Standpunkte konnte so vertieft werden, war differenzierter aber auch häufig streitiger.
Im Übrigen standen die Maßnahmen unter kaiserlichem Vorbehalt. Der Kaiser erließ Kaiserkonstitutionen (constitutiones). Die Juristen der Kaiserzeit verstanden das kaiserliche Recht als Quelle des ius civile. Wenngleich eine deutliche Unterscheidung von Aufstellen, Anwenden und Auslegung von Recht nicht erkennbar wird, erlaubte es die kaiserliche Auctoritas, alle diese Betätigungsfelder rechtsverbindlich abzudecken. Im Rahmen von aequitas (huminitas, benignitas) schuf er Recht. Im verwaltungsrechtlichen Bereich allgemeiner Anordnungen, tat er das im Wege der edicta und mandata, letztere waren Dienstanweisungen an Beamte. Waren die Streitgegenstände individueller Natur (Einzelfälle), operierte der Kaiser mit rescripta, das waren Rechtsauskünfte auf bürgerliche Anfragen. Urteile verkündete er per decreta, da er das Recht zu erstinstanzlichen Gerichtsentscheidungen ebenso auf sich vereinte wie Entscheidungen im Berufungsverfahren (appellationes). Alle Kompetenzen waren Bestandteil (der Durchsetzung) von ius civile.

## Abgrenzungen (Rechtsschichten)
Dem ius civile, das als starr und formalistisch galt, funktional auch eher den abstrakten normativen Rahmen des Rechtsbegriffs bildete, stand das ius honorarium gegenüber, das die Rechtsanwendung prägte, die Schaffung eines Interessensausgleichs zwischen den Parteien. Die Einzelfallgerechtigkeit (aequitas) war nicht über das ius civile erzielbar, dazu benötigte es der Grundlage des prätorischen Edikts, des ius praetorium. Im Idealfall ergänzte und bereicherte es das ius civile, im kontroversen Fall trat es mit ihm in Konflikt. Während Max Kaser, stellvertretend für die deutsche Forschung, den beiden Begriffen komplementäre Funktionen zuweist, geht die italienische Rechtsliteratur von zwei verschiedenen Ordnungen aus, die an bestimmten Punkten in Kontakt träten und interagierten.
Die Verhältnisse der Begriffe ius civile und ius honorarium (praetorium) zum ius gentium, welches für alle Menschen galt, also für Römer und Perigrine (Reichsfremde), wird aus Sicht der modernen Forschung weniger als Definitionshilfe für normative Vorgaben verstanden, denn eher als heuristisches Konzept zur Behebung von Unschärfen, Widersprüchen und Abweichungen. Mit diesem Funktionsverständnis könne auch das ius naturale erklärt und vom justinianischen Interpolationsverdacht befreit werden, denn sie müssten als klassisch angesehen werden. Beide Begriffe formulierten – zwar unterschiedliche – Vorgaben der Rechtsanwendung, waren inhaltlich aber weit gefasst und durch ihre Offenheit philosophischen Wertungen zugetan. Die begriffsumfassende Weitläufigkeit von ius gentium, das für den Menschen (ius humanum) galt, wurde von der des ius naturale natürlich noch übertroffen, denn dieses galt für alle Lebewesen. Sie fußten auf dem Prinzip der Billigkeit (naturalis aequitas), einer Generalklausel. Im Gegensatz zu den heute vertretenen Auffassungen in der Naturrechtslehre, ging das ius naturale dem gesetzten Recht in Rom nicht als früheres vor, aus der Natur heraus war es freilich Motivbildner für die Entstehung von Recht.
Aufgrund der im Laufe der Jahrhunderte eingetretenen Ununterscheidbarkeit der Begriffe durch Interferenzen in der Sache einerseits und der gleichzeitigen Konfliktträchtigkeit durch die begriffliche Dichotomie andererseits, beendete Diokletian in der frühen Spätantike das Nebeneinander der Rechtsschichten. Er gab die iura honorarium und gentium preis. Der methodisch begründete Begriff „Rechtsschicht“ geht auf die deutsche Forschung der Mitte des 20. Jahrhunderts zurück (Max Kaser, Wolfgang Kunkel).
Im gegenwärtigen rechtswissenschaftlichen Sprachgebrauch steht der Begriff ius civile für das spezifische Zivilrecht eines bestimmten Landes und besteht als solches vor allem in Form von nationalen Gesetzen, als kodifiziertes positives Recht. In Abgrenzung dazu umfasst das ius gentium in der heutigen Sichtweise die Rechtsnormen, die den Rechtssystemen aller Völker gemeinsam sind und deshalb auch als „Recht aller Menschen“ oder als Völkergemeinrecht bezeichnet werden.